# BL (장르)
BL 또는 보이즈 러브(영어: Boys Love, 일본어: ボーイズラブ)는 남성 간의 동성애를 소재로 한 여성향 만화, 소설, 게임 등의 장르이다. 주로 10대에서 20대 정도의 소년이나 청년, 특히 미소년 캐릭터가 소비되며 그 이상 나이대의 캐릭터도 자주 소비된다.

## 용어
소년애를 직역한 단어인 Boys Love를 다시 축약화 한 단어로서, BL이라고 불린다. 1990년대부터 이 용어가 일본의 여러 만화 잡지에 쓰이기 시작하면서 일본 만화 창작 시장에 널리 보급되었다. 영어권에서는 일본어 그대로 'Shonen-ai'라고 불렸다.
1970년대에는 소년 사이의 탐미적인 애정을 다룬 만화를 잡지 '주네(JUNE)'의 명칭을 따와서 ‘주네’라고 불렀으며, 1980년대 중반 이후에는 소년들의 사랑을 다루는 장르를 나타내는 말로서 ‘야오이’라는 단어가 폭넓게 쓰였다. 넓은 의미로서의 야오이는 BL, 주네, 패러야오이(パロやおい), 또는 동인 상업 전체를 총칭하는 것이었으나, 2000년대 이후 BL이 ‘야오이’를 사실상 대체하고 있다. 이는 ‘야오이’라는 비교적 직접적인 의미의 단어보다, BL을 어감이 부드러운 차용어로 사용하는 경우가 많았기 때문이다.
BL과 유사한 단어로 소년애, 쇼타콘, 야오이, 주네 등이 있지만, 전자 둘의 경우는 소년 사이의 애정, 기호 그 자체를 가리키는 데 반해, 후자 둘의 경우 서로가 그런 기호를 가진 관계 (대부분 성행위를 포함한다)를 주로 다루는 장르를 나타낸다는 점이 다르다. BL은 후자에 속한다.  이러한 장르가 나오는 이유는 차별화된 소재와 자극을 통해 구독자의 관심을 얻기 위해 시작되었으며 감각적인 묘사와 섬세한 스토리 전개로 관심을 끌게 된 기법으로 이해하는 것이 바람직하다.

## 개요
BL이라는 단어는 주네에서 파생된 것으로, 주네와 패러디 야오이(일본어: パロディやおい)와는 별도로 다루고 있다. 주네보다 밝고 가벼운 작품이 많다. 패러디 야오이와 주네는 남성애를 다루고 있는 것 이외에는 공통점이 없는 장르였지만, 초기에 작가가 적었기 때문에, 패러디 야오이 작가를 끌어 들이는 경우가 많았다.
BL의 작가는 게이잡지에서 활동하는 작가가 많지만 대부분의 경우는 펜네임을 달리하고 있다. 또한, 여성잡지 만화가로서 활동하는 경우도 많은데, 이 경우 같은 펜네임을 쓰고 있는 작가가 존재한다. 물론 BL 전용 펜네임을 쓰는 경우가 많다.
그림체 때문에 종종 여성만화와 혼동하는 경우도 있지만, 장르는 거의 독립적이다. 또한 '보이즈 러브'라는 장르명에서 느껴지는 사전적 느낌과는 달리 소년 사이의 동성애뿐만 아니라 직장인들 사이의 동성애를 그린 리맨물 등 이른바 어른 캐릭터들의 동성애물도 폭넓게 BL의 범위로 인정된다. 뿐만 아니라 이전에는 있지 않던, 아버지수(オヤジ受), 맹자수(猛者受) 등의 것도 생겨나고 있다. '비쇼타콘'(非ショタコン)이라 불리는, '미소년이 아니라도 좋다'라는 생각을 가진 독자, 작가가 많아지고 있다. 외견과 성격이 닮은 듯한 캐릭터가 있어도, 그 캐릭터가 공(攻)인지 수(受)인지는, 독자와 작가에 의해 좌우되고 있다. (패러디 야오이에서는, 자신의 취향과 공수(攻受)가 반대로 되어 있는 작품에 욕설을 퍼붓는 독자도 있다.) 이런 것을 보더라도 상당히 넓은 장르라는 것을 알 수 있다.

## 미디어의 변화
소설, 만화뿐만 아니라 드라마 CD, 성인 게임 등의 BL작품이 있어, 특히 여학생과 주부에게 인기가 있다고 한다. 애니메이트(アニメイト)같은 애니메이션 관련 상품을 취급하는 가게에서는 BL전문 코너가 있는 곳이 많다. 일반 서점에는 노골적인 성적 묘사를 하였지만, 연령 제한이 없는 것도 있어 일부 비난의 목소리가 있다. 건전한 문화와 상반되는 소재를 통한 작가들의 책임의식은 현재 매우 부족한 상태다. 인기있는 만화,웹툰을 만들기 위한 방법으로서 선택하는 것으로 인식되고 있다. 이를 하나의 문화쟝르로서 인식하는 것은 구독자들의 구독을 유도할 수 있기 때문이다. BL만화는 일반적인 음란물,성인물에서 거칠지 않은 스토리전개와 감성적 이야기를 부각시킨 동성애를 표현하는 스토리텔링으로 인식되고 있다. BL만화를 유통하는 기업들의 매출중심의 무책임한 작품유통은 건전한 웹툰시장과 작가들의 창작수준을 떨어뜨리는 결과를 초래하고 있다.

## 같이 보기
- 야오이
- 부녀자(腐女子), 부남자(腐男子)
- 모에
- 동성애
- 동인, 동인지
- 오타쿠
- 쇼타콘
- E-Hentai